# 珍珠伞
珍珠伞（学名：Ardisia maculosa）为报春花科紫金牛属下的一种。

## 变种
- 珍珠伞（原变种）
- 黄叶珍珠伞

## 扩展阅读
維基物種上的相關：珍珠伞